# Telepatia

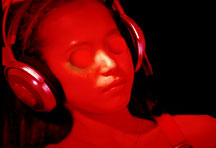
Un experiment que treu els sentits d'algú per demostrar telepatia.

La telepatia (del grec τῆλε tēle, «lluny» i παθέειν pathéein, 'patir, experimentar') és la capacitat de comunicar informació directament entre dues ments, sense ajuda del llenguatge ni de cap dispositiu extern. És un fenomen paranormal considerat pseudociència per la majoria d'estudiosos, ja que no ha pogut ser demostrada aplicant el mètode científic.

## Característiques
Els seus partidaris proclamen que un cervell entrenat és capaç de projectar l'energia necessària per a les connexions neuronals cap a l'exterior, de manera que una altra ment pugui copsar-la i captar la informació que conté. És un dels camps principals d'estudi de la parapsicologia, que segons les escoles substitueix les ones elèctriques pel magnetisme o conceptes més espirituals (com la comunió de les ànimes).
La telepatia pot ser instantània, retardada (quan hi ha un temps entre l'emissió del missatge i la recepció) o precognitiva, quan serveix per a avançar esdeveniments futurs. En aquest cas, està molt lligada a tècniques d'endevinació.

## Història
La telepatia va començar a ser estudiada a finals del segle xix, dins l'auge de l'espiritisme i altres moviments similars. Les referències anteriors són vagues i no es refereixen estrictament a la telepatia, sinó més aviat a l'empatia situacional.
El 1927 es van crear les cartes Zener. Eren cinc cartes amb dibuixos: un cercle, una creu grega, les onades del mar, un quadrat i una estrella de cinc puntes. El subjecte amb suposats poders mentals havia de concentrar-se, escollir-ne una, visualitzar-la i transmetre la imatge a una altra persona, aïllada físicament del lloc on es duia a terme l'experiment. Els resultats van mostrar un percentatge d'encerts atribuïbles a l'atzar.

Als anys 60, es creia que les ones telepàtiques eren similars a les del somni i, per això, els parapsicòlegs induïen les persones a un estat de somnolència (mitjançant la hipnosi i altres procediments) que les feia més receptives a la informació emesa per un subjecte entrenat. Aquest darrer enviava paraules o imatges lliures concentrant-se a evocar-les dins la seva ment. Els resultats, però, no van ser concloents.

## Ciència-ficció
La telepatia està molt present en les històries de ciència-ficció, que dibuixen un futur en què les persones es comuniquen només amb el pensament, sigui perquè han desenvolupat al màxim el potencial del cervell o sigui perquè tenen implantats microxips que connecten unes persones amb les altres. Altres vegades, una mutació causa aquesta telepatia, que pot ser pròpia també d'extraterrestres.
Així, la telepatia apareix en la Fundació, als capítols de Star Trek, la saga fílmica Alien o la sèrie Herois, entre d'altres.